# جيمس أ. فاريل
جيمس أ. فاريل (بالإنجليزية: James Augustine Farrell, Sr.)‏ هو صناعي أمريكي، ولد في 15 فبراير 1863 في نيو هيفن في الولايات المتحدة، وتوفي في 28 مارس 1943 في مانهاتن في الولايات المتحدة.